# Pristobunus
Genre
Pristobunus est un genre d'opilions laniatores de la famille des Triaenonychidae.

## Distribution
Les espèces de ce genre sont endémiques de Nouvelle-Zélande.

## Liste des espèces
Selon World Catalogue of Opiliones (24/05/2021) :
- Pristobunus acentrus Forster, 1954
- Pristobunus acuminatus (Hogg, 1920)
- Pristobunus barnardi Forster, 1954
- Pristobunus ceratias Forster, 1954
- Pristobunus hadrus Forster, 1954
- Pristobunus henopoeus Forster, 1954
- Pristobunus heterus Forster, 1954
- Pristobunus ignavus Forster, 1954
- Pristobunus laminus Forster, 1954
- Pristobunus synaptus Forster, 1954

## Publication originale
- Roewer, 1931 : « Über Triaenonychiden (6. Ergänzung der "Weberknechte der Erde", 1923). » Zeitschrift für wissenschaftliche Zoologie, vol. 138, p. 137–185.